# 华能汕头电厂

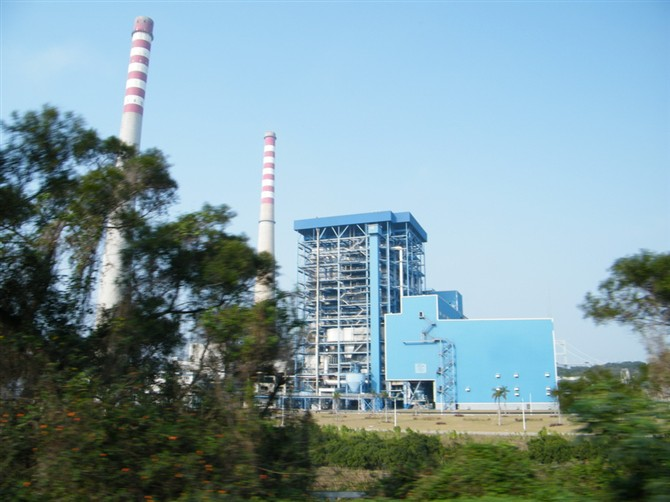
澳头 华能汕头电厂

华能汕头电厂 位于汕头市濠江区澳头海滨，占地950多亩，是广东省主力电厂之一。
华能汕头电厂规划装机容量120万千瓦，分两期建设：
- 一期工程先建设两台30万千瓦汽轮发电机组，1993年12月工程正式开工，于1996年底投产发电。
- 二期工程装机容量为60万千瓦，于2003年开工，并于2005年10月正式投产。

2005年华能汕头电厂跨入百万千瓦级特大型电厂行列，成为广东省首家拥有超临界燃煤机组的电厂。
- 环保指标：

配备了脱硫装置、高效除尘装置、污水处理装置，实现了烟气脱硫率95%以上、除尘率达99.7％、废水零排放。